# 長浜タワービル
長浜タワービル（ながはまタワービル）は、滋賀県長浜市元浜町に所在する建築物。単に長浜タワーとも呼ばれる。

## 概要
1964年（昭和39年）に、地元の資産家が「長浜にも東京タワーのような名物を作りたい」という意向で建設。ビルは5階建てで、その上部に「長浜タワー」と文字の入った鉄塔が立つ（なおこの鉄塔はただの飾りで、東京タワーのような電波の送受信といった機能は一切ない）。計画段階では8階建ての上に鉄塔を設ける予定だったが、建築許可が下りなかったため、ビル本体と鉄塔の合計の高さが8階建てに相当する高さになるようにしたという。ビル内は雑居ビルになっており、開業当時は5階部分が有料の展望台及びカフェになっていたが、その後長らく1階部分に2軒の飲食店が入居している他は閉鎖された状態となっていた。4〜5階部分は一回り小さく3階の屋上に載るような形で、4階及び5階の展望台にはビル内部の階段から一旦3階の屋上に出て、5階へはそこからさらに屋外の階段を上がって入る構造だった。また、かつてはビルの向かって右側側面の非常階段の外壁に大きな赤いバラのレリーフ状の飾りを施していたが、老朽化により強風時に飛ばされるおそれがあることから2004年（平成16年）に撤去された。このバラの飾りは、「紳士が胸ポケットに挿したバラ」をイメージしたという。
なおビルの正面には「NAGAHAMA TOWERBILL」と英語表記が入るが、「BILL」は請求書、勘定書き、紙幣といった意味であり、スペルミスである。本来ならば「NAGAHAMA TOWER BUILDING」とするべき物であるが、この誤表記がB級スポットらしさの醸成に一役買っているという意見もある。またビルの向かって左側の側面には2階以上へ上がるための階段の入口があるが（上記の通り、長年に渡りシャッターが閉まっていて入れない状態だった）、この入口の庇に書かれた英語表記の方は正しいスペルとなっている。
その後2020年（令和2年）ごろには1階部分の飲食店も閉店されてしばらく廃墟状態となっていたが、2021年（令和3年）12月に高田町の不動産会社・森野ビルがビルの所有権を取得し、飲食店中心の商業ビルに改装されることになった。改装工事の完成は2022年（令和4年）5月ごろを予定しており、鉄塔部分のライトアップやプロジェクションマッピングを用いた周辺の賑わいにつながる仕掛けも検討しているという。

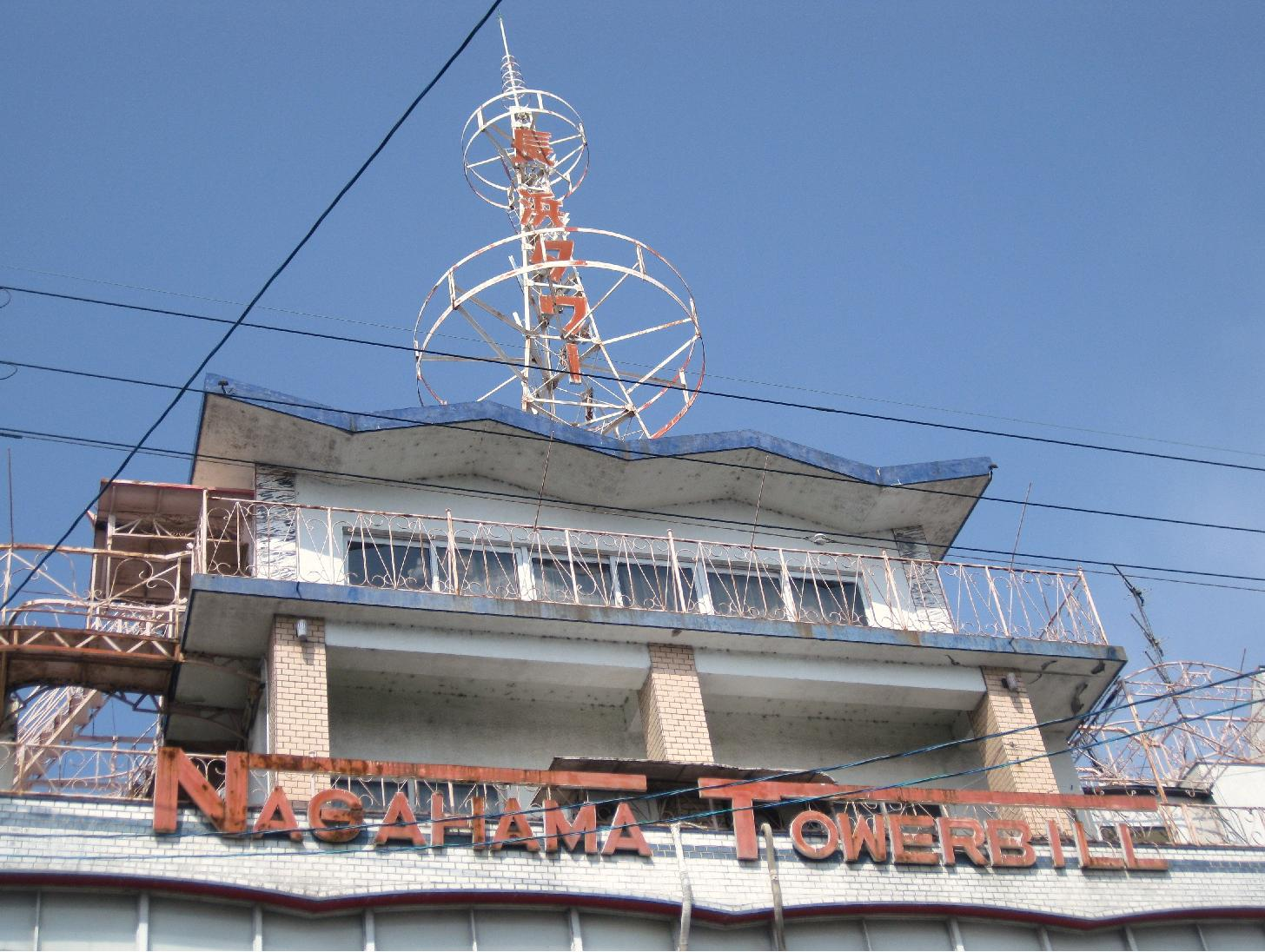
ビル正面の英語表記